# Liliu
Ellinton Antonio Costa Morais, meglio noto come Liliu (Bauru, 30 marzo 1990), è un calciatore brasiliano, attaccante del Paraná.

## Palmarès

### Club

#### Competizioni nazionali
- Supercoppa di Malta: 1

Birkirkara: 2014
- Coppa di Malta: 1

Birkirkara: 2014-2015
- Campionato estone: 1

Kalju Nõmme: 2018
- Supercoppa d'Estonia: 1

Kalju Nõmme: 2019

### Individuale
- Capocannoniere della Meistriliiga: 1

2018 (31 gol)